# Julien Roca
Pour les articles homonymes, voir Roca.
Julien Roca est un homme politique français né le 7 janvier 1745 à Prades (Pyrénées-Orientales) et décédé le 16 janvier 1821 au même lieu.
Rentier, il est député du tiers état aux états généraux de 1789 pour la province de Roussillon. Il prête le serment du jeu de Paume et siège au comité des subsistances et à celui des finances. Il est conseiller d'arrondissement sous le Consulat.

## Sources
- « Julien Roca », dans Adolphe Robert et Gaston Cougny, Dictionnaire des parlementaires français, Edgar Bourloton, 1889-1891 [détail de l’édition]